# Avon Rubber
L'Avon Rubber plc, nota anche come Avon Tyre, è una società britannica dedita alla produzione di prodotti a base di gomma.
Il nome deriva dall'omonimo fiume Avon sulle cui rive originariamente si trovava l'azienda. La società è quotata alla borsa di Londra.
La sua sede centrale si trova a 3 km a sud di Melksham, in Inghilterra. Ha altri siti produttivi a Johnson Creek, nel Wisconsin; a Cadillac, in Michigan e a Albinea, in Italia.

## Storia

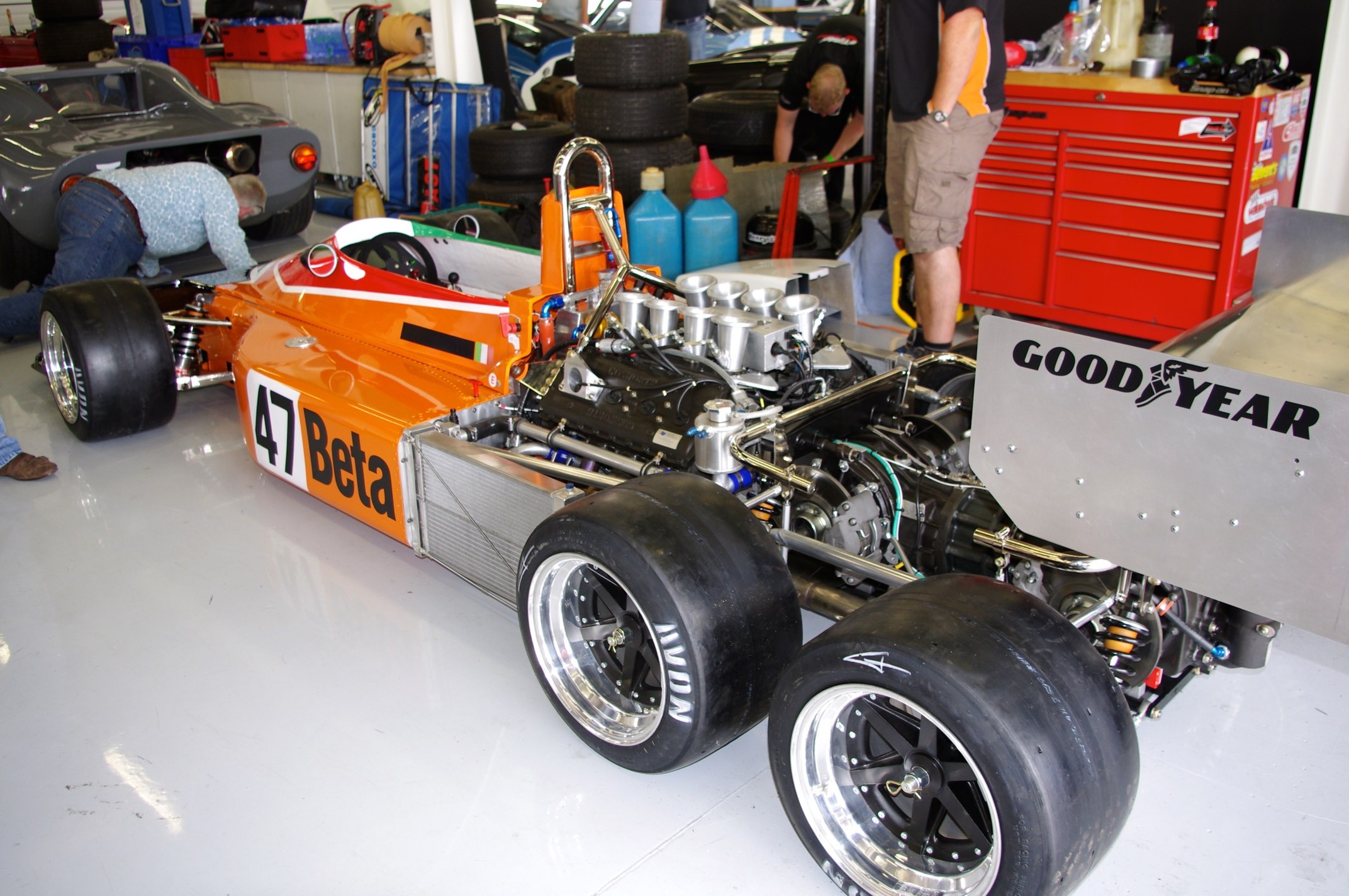
March 2-4-0 con pneumatici Avon

Fondata nel 1885, l'azienda nasce come fabbrica di lavorazione del legname, per poi dal 1890 dedicarsi alla produzione di catene di montaggio e pneumatici. 
Nel 1933, la società divenne quotata alla Borsa di Londra, ora è un componente dell'Indice FTSE SmallCap.
Negli anni 50 e nelle stagioni 1981 e 1982, Avon era un fornitore di pneumatici per le monoposto di Formula 1. 
Nel 1997, Avon Tires fu venduto alla società Cooper Tire & Rubber Company che rilevò il marchio.
Per la stagione 2011 ha partecipato al bando per diventare fornitore unico di pneumatici in Formula 1, bando poi vinto dalla Pirelli. Inoltre, ha fornito i propri pneumatici alla Formula 3000 e alla Formula 3 britannica.
Dopo l'acquisizione di Cooper da parte del gruppo Goodyear Tire & Rubber Company nel 2021, Avon è diventata direttamente controllata da Goodyear, e nel 2022 ha sviluppato un nuovo branding.